# Victorina Ferrer Saldaña
Victorina Ferrer Saldaña (Eivissa, 1847 - segle XX) fou una poetessa i la primera escriptora eivissenca coneguda. També se la coneix com a Victorina Ferrer Saldaña de Corrons.

## Biografia
Filla de l'advocat i periodista eivissenc Josep Ferrer i Cirer i de la valenciana Antònia Saldaña Biguer, és la primera escriptora eivissenca coneguda. Des de petita es mogué dins d'un ambient culte, ja que el seu pare, advocat i periodista, posseïa una impremta a Eivissa i va treure a la llum el periòdic El Ebusitano. Els seus pares havien protagonitzat una tràgica història que es va convertir en llegenda romàntica. El 1852 quan morí son pare, la mare s'amistançà amb qui havia estat soci del difunt a la impremta, i amb els dos fills Ferrer Saldaña emprengueren un llarg periple per Europa.
Tingué una formació cosmopolita perquè la seva mare la feu estudiar a col·legis de Venècia i Suïssa. A divuit anys contragué matrimoni amb l'advocat Josep Corrons i Rubio a València, on residí a partir d'aquell moment i on compaginà la dedicació a la família i a la seva producció literària. A catorze anys havia publicat el primer treball, "Un sueño" a La Época de Madrid. Des d'aleshores anà col·laborant a diferents periòdics d'Espanya i d'Amèrica, però també de Mallorca.
És l'autora de la llegenda "La creu d'en Ribes", publicada a La Moda Elegante Ilustrada. Aquesta obra va ser reproduïda l'any 1887 al Diario de Palma. Algunes de les seves poesies, amoroses la majoria, van ser publicades a l'almanac d'El Isleño. Victorina no arribaria a veure editada la seva obra Tradiciones y leyendas, a pesar que l'escriptor Manuel Fernández y González ho va intentar, com també recopilar els seus treballs.
La seva obra encara es troba dispersa. Qualificada de romàntica tardana, Victorina canta l'enyorament d'Eivissa i la passió amorosa. L'any 1872 publicà a l'almanac El Isleño l'article "Dos palabras para las mujeres", que es pot considerar un al·legat contra la misogínia. Fent servir encertats sil·logismes, anava desfent els falsos arguments sexistes. Criticava l'estereotip masculí basat a ocultar els afectes i a subjugar la dona. Contenia una denúncia contra l'educació femenina d'aleshores.
Victorina, en els seus poemes amorosos, es revelava com una amant amb iniciativa. Aquesta perspectiva l'allunyava de la dona com a objecte passiu d'amor, ideal forjat pel romanticisme masculí. Cantava l'amor com un apropament d'ànimes i de cossos.
Victorina Ferrer morí segurament a València ja entrat el segle xx.